# آناستازیا نازارنکو
آناستازیا نازارنکو (به انگلیسی: Anastasia Nazarenko) ژیمناست زادهٔ ۱۷ ژانویهٔ ۱۹۹۳ میلادی اهل کشور روسیه است.